# Frédéric Le Play

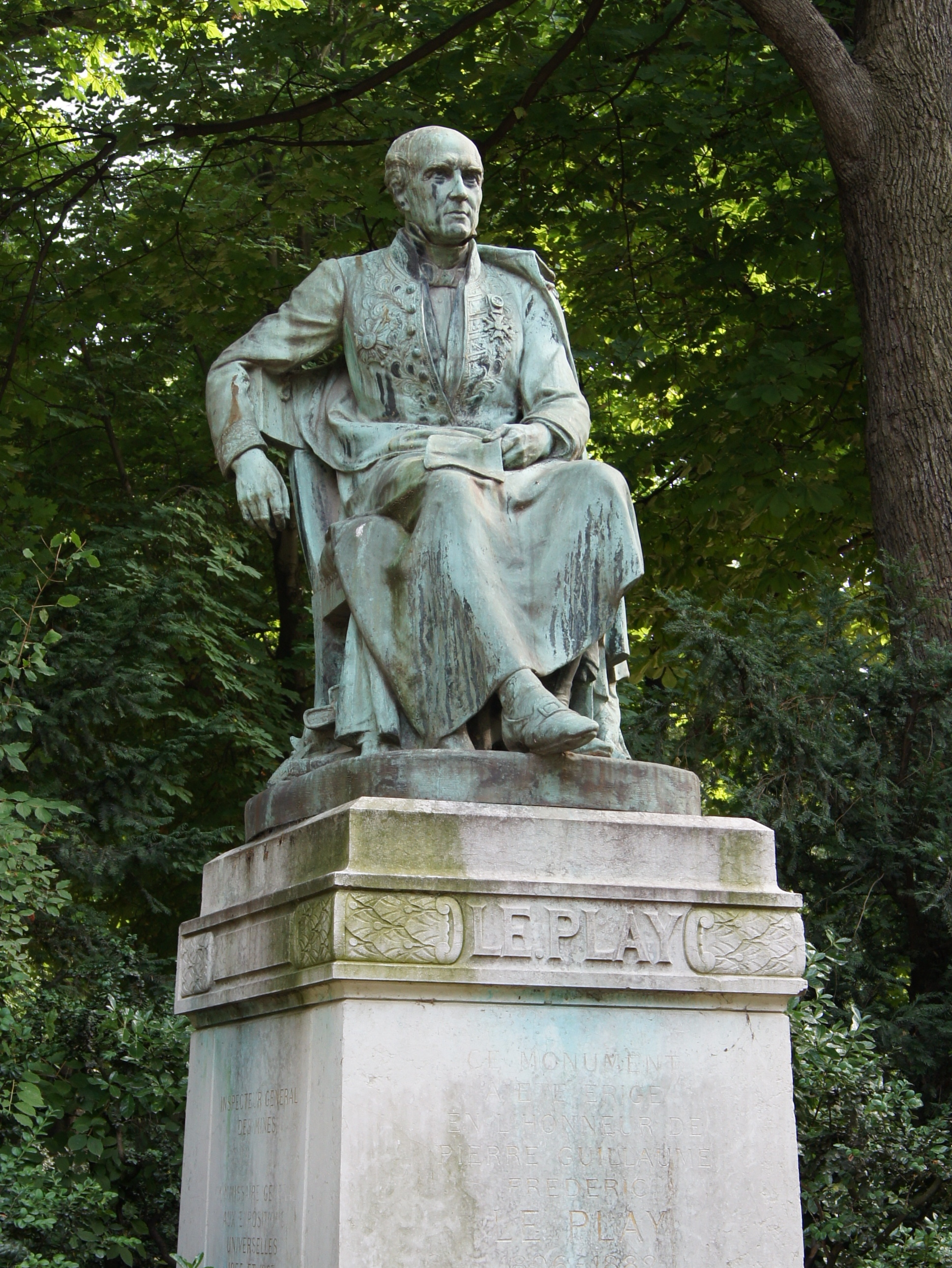
Staty över Frédéric Le Play i Jardin du Luxembourg.

Pierre Guillaume Frédéric Le Play, född 11 april 1806 i La Rivière-Saint-Sauveur nära Honfleur, död 5 april 1882 i Paris, var en fransk metallurg och nationalekonom.
Le Play blev bergsingenjör och professor vid bergsskolan i Paris samt direktör för bergverk i Uralbergen, överinspektör för de franska gruvorna, medlem av conseil d’état och senator. Han gjorde sig känd för åtskilliga arbeten rörande olika sidor av bergshanteringen i Frankrike och andra länder samt som generalkommissarie vid världsutställningarna i Paris 1855 och 1867 samt i London 1862.
Sin egentliga betydelse vann han på det socialekonomiska området. Han tillbringade 1829-54 sina ferier i skilda europeiska länder och även i Västasien, färdades dels till fots (sammanlagt 70 000 franska mil), dels på andra sätt för att göra studier inom bergshanteringen och utföra sociala undersökningar. Han utvalde särskilda familjer och ägnade dem en oavlåtlig uppmärksamhet under 1-4 veckor. Han nådde därmed sin höga rangställning inom den sociala konsumtionsstatistiken och blev där den främste representanten för den intensiva metoden. I Les ouvriers européens (1855, andra upplagan 1877-79) framlade han 36 efter denna metod utförda konsumtionsbudgeter med åtföljande beskrivningar för familjer, befinnande sig i skilda ekonomiska utvecklingsstadier från de halvnomadiska basjkirerna vid Uralbergen (vid Perm) till de västeuropeiska fabriks- och hantverksarbetarnas. Sverige är företrätt genom en budget för en smedsfamilj i Dannemora samt några notiser, särskilt om bergsmanna- och hyttebruksväsendet i Filipstads bergslag. 
Le Play samlade kring sig medarbetare och lärjungar i den s.k. "sociala fredsskolan". År 1856 stiftades La société d’économie sociale, som fortsatte insamlandet av hushållsbudgeter och publicerade över ett hundratal sådana (Les ouvriers des deux mondes, 1856-1910). Genom sitt markerade sedligt religiösa kynne hänförs Le Plays skola till de kristligt sociala reformrörelserna, och som sådan hör den hemma inom den romersk-katolska kyrkovärlden, ehuru dess konfessionella karaktär är mindre starkt utpräglad.
Le Play och hans lärjungar står nära den ekonomiska liberalismen, men undviker det ytterliggående "laissez faire" och skiljer sig skarpt från den optimism, som var särskilt kännetecknande för den ekonomiskt liberala skolan i Frankrike. Avgjord motståndare till socialismen, motsatte sig han statsingripanden utom i vissa undantagsfall. Vägen till samhällsförbättring, till "den sociala freden", låg för honom i åtlydnaden av tio Guds bud, i självhjälp och i arbetsgivarnas omsorg om sina arbetare. Synnerlig vikt lade han vid faderns myndighet inom familjen - hans familjeideal var "la famille souche", en mellantyp mellan den patriarkaliska och den moderna familjen med ett på faderns fria urval byggt fideikommissväsende - samt vid arbetsgivaren-mästarens myndighet på arbetsplatsen.
Le Plays skola, till vilken räknats bland annat nationalekonomer som fransmannen Claudio Jannet och belgiern Charles Périn, följde i allmänna drag sin mästares principer och metod, den lade för övrigt tyngdpunkten på den sociala plikten och den moraliska ansvarigheten. År 1872 kompletterades Société d’économie sociale med Les unions de la paix sociale, lokala föreningar, som runtom i Frankrike. Med ett ganska stort antal medlemmar, individuella och korporativa, särskilt inom, men även utanför Frankrike, utvecklade dessa båda organisationstyper en tämligen livlig verksamhet och utgav från 1881 den halvmånatliga tidskriften "La réforme sociale". Redan 1885 inträffade en schism inom skolan; dissidenterna, som bröt sig ut, bildade ett nytt sällskap, vilket, i likhet med deras pressorgan, bär namnet La science sociale och som utmärkte sig för en mer utpräglat individualistisk ståndpunkt.
I våra dagar har Emmanuel Todd utgått från Le Plays familjetyper, redovisade i L'organisation de la famille, för sina studier av hur familjens konstruktion i olika civilisationer påverkat och alltjämt påverkar den historiska utvecklingen.

## Övriga skrifter (i urval)
- La réforme sociale en France (1864; sjunde upplagan 1887)
- L'organisation du travail (1870; sjunde upplagan 1906)
- L'organisation de la famille (1871)
- La constitution essentielle de l'humanité (1881; andra upplagan 1893)